# DmC: Devil May Cry
DmC: Devil May Cry es un videojuego de hack and slash y beat 'em up desarrollado por Ninja Theory y distribuido por Capcom para PlayStation 3, Xbox 360 y Microsoft Windows. Anunciado a finales de 2010 durante Tokyo Game Show, el juego se desarrolla en una realidad alternativa a la serie de Devil May Cry. Se centra en el personaje Dante, un joven con poderes sobrenaturales que se encuentra bajo el ataque de una ciudad aparentemente sensible conocida como Limbo City, habitada por demonios.
Es un reboot de la serie Devil May Cry, fue solicitada por Capcom resultando en el juego que se hizo desde una perspectiva occidental a diferencia de los juegos anteriores. Capcom también ayudó a Ninja Theory en la elaboración de la jugabilidad para ser una reminiscencia de los juegos anteriores. La reacción inicial del juego fue muy negativa, debido al nuevo diseño de Dante, aunque las publicaciones de videojuegos encontraron muy exageradas tales afirmaciones. Sin embargo, DmC recibió muchas críticas positivas por los sitios web de juegos que elogiaron la jugabilidad y la trama. Al final las bajas ventas del mismo hizo que Capcom continuara la saga original años más tarde.

## Jugabilidad
Los jugadores toman el rol de Dante como el usando sus poderes y armas para luchar contra sus enemigos y navegar en el Limbo traicionero. Al igual que en los juegos anteriores de la serie, Dante puede realizar combos al atacar con su espada Rebellion, y disparar con sus pistolas gemelas Ebony e Ivory, Revenant y Kablooey.
Lo nuevo en la serie son los modificadores al movimiento de Dante, conocidos como Modo Ángel y Modo Demonio, que se activan manteniendo pulsado uno de los botones de disparo. Cuando está en el Modo Ángel, los ataques de la espada de Dante cambian al Osiris, un arma tipo guadaña rápida al igual que a Aquila, una par de shurikens capaces de destruir grandes hordas de enemigos, mientras que en el Modo Demonio usa la más lenta pero poderosa Arbiter un hacha demoniaca con el poder de destruir defensas enemigas con grandes impactos, también cuenta con Eryx, un par de guantes con poderes devastadores enfocados a un solo enemigo. Estos modos también alteran la movilidad de Dante. Usando el Modo Ángel permite que Dante pueda impulsarse hacia los enemigos y varios puntos de cada nivel, mientras que el Modo Demonio permite que Dante atraiga a los enemigos y objetos hacia él. Dante también es capaz de impulsarse a través de grandes vacíos en el Modo Ángel. Todos estos movimientos pueden ser usados en conjunción con otros para realizar combos masivos, que están clasificados en su estilo. Cuando suficiente poder es recogido, Dante puede activar el Modo Devil Trigger, que ralentiza el tiempo a su alrededor, lo que le permite realizar ataques más elegantes. Al igual que en los juegos anteriores, Dante puede recolectar varios tipos de almas que se pueden utilizar para recuperar salud, comprar objetos y mejorar el movimiento de Dante.

## Trama
El juego se desarrolla en una dimensión alternativa a la saga original, donde Dante ha perdido la memoria y no recuerda nada sobre sí mismo, salvo que fue torturado en una cárcel conocida como hellfire cuando era un adolescente.
Dante intenta llevar una vida normal aunque con dificultades ya que por sus acciones descuidadas es dado a conocer ante el mundo como un Sociópata y un depravado sexual incontrolable, A partir de este momento Dante empieza su lucha por mantenerse a salvo de quienes quieren matarlo tanto humanos como demonios.
El juego Comienza con Dante recuperándose de una resaca cuando es atacado por un demonio Hunter. aquí vemos la transformación de la ciudad a un mundo más oscuro (al puro estilo Silent Hill) dándonos en conocimiento de que estamos en el  "Limbo" , una versión retorcida de la ciudad real "Malice". Limbo se nos presenta como una parodia a la sociedad actual pero habitada y gobernada por demonios y otras criaturas que frecuentemente trataran de matar a Dante cada vez que es visto por las cámaras. 
Al enfrentarse al demonio cazador Dante conoce a una chica llamada Kat quién lo ayuda a escapar de Limbo y lo alienta a reunirse con el líder de "La Orden", una organización marcada por la prensa como terrorista. La Orden está luchando contra los demonios del Limbo y su líder Vergil espera que Dante se una a ellos. Vergil revela que el y Dante son Nefilim descendientes del demonio, Sparda y una ángel, Eva. Durante el desarrollo de la trama Dante recuperará poco a poco parte de sus recuerdos y deberá enfrentarse a los demonios que gobiernan el Limbo, así veremos como Dante es frecuentemente es acechado por el demonio Mundus, uno de los 4 reyes del inframundo.

## Personajes

### Protagonistas
- Dante: Es un híbrido Demonio-Ángel conocido como nefilim, hijo del demonio Sparda y la ángel Eva, que vive como un caza-demonios. Él es conocido en la ciudad como un miembro de una organización de "terroristas" llamada "La Orden", y está siendo perseguido por las autoridades nacionales y mundiales. Dante es un joven y rebelde marginado social conocido como un alcohólico y depravado sexual. Él vive y lucha en Limbo City, donde los demonios aparentemente influyen en todos los aspectos del mundo y de la condición social de los seres humanos que allí viven.

- Vergil: Es el líder de "La Orden" y hermano gemelo de Dante, por lo tanto, es un nefilim también. Se opone al gobierno tiránico de Mundus sobre la humanidad, y le pide ayuda a su hermano para obtener venganza sobre el rey demonio por haber destruido y separado su familia. El propósito final de Vergil, además de la venganza, es gobernar el mundo junto con Dante, cosa a la que este último se opone.

- Kat: Es una importante miembro de "La Orden". Ella es una médium que de niña fue abusada por su padre, por lo que "escapaba" del mundo real yendo a "El Limbo" donde conoció a Vergil, el cual le enseñó ocultismo. Es guía de Dante la mayor parte de la historia.

### Villanos
- Mundus: Es un Rey Demonio con inmenso poder, quien es el soberano de todos los demonios y la mayoría de los seres humanos. Él mira a la ciudad a través de un sistema de circuito cerrado de televisión conectado a una pared de monitores de vídeo en su oficina. El asesinó a Eva, arrancándole el corazón y más tarde detuvo a Sparda encerrándolo en un castigo eterno.

- Cazador: Es el primer villano que enfrenta Dante, llevándolo al Limbo. Fue encomendado por "Mundus" en matar a Dante.

- Succubus: Es una demonio de 1200 años de antigüedad que se encuentra dentro de un templo bajo la planta de soda "Virility". Ella produce el "ingrediente secreto" de la bebida, lo que hace que los seres humanos sean más débiles y más dóciles.

- Bob Barbas: Es un periodista y dueño de la corporación de medios Raptor News Network y es el indiscutido "Rey de los medios de comunicación".  Él es uno de los demonios que sostienen el poder sobre Limbo City.

- Lilith: Ella es una poderosa demonio que sirve como la amante de Mundus, y también dirige el "Devil's Dalliance", un popular club nocturno que Dante frecuenta. Mientras ella está embarazada de "La Semilla de Mundus", Dante y Vergil la usan rehén para intercambiarla por Kat, quien está secuestrada por Mundus.

- La Semilla de Mundus: Es el hijo de Mundus y Lilith, quién durante el transcurrir narrativo, lo lleva dentro de su vientre.

## Desarrollo
El juego fue anunciado oficialmente por Capcom en su conferencia de prensa durante el Tokyo Game Show de 2010 en septiembre, lo que confirma un rumor de mayo de 2010 de la revista Game Informer, que dijo que el quinto juego de Devil May Cry sería desarrollado por Ninja Theory. El personal de Capcom al principio pensó que sería divertido tener un reinicio de Devil May Cry para volver a sus personajes recurrentes. Eligieron a Ninja Theory, impresionados con su trabajo en Heavenly Sword que el personal pensó que trabajarían con un juego de Devil May Cry. El director creativo de Ninja Theory, Tameem "Pioneer" Antoniades afirmó que el sistema de combate de DmC contendría una mecánica que lo distinguirá de títulos anteriores de PlatinumGames con Hideki Kamiya de Platinum siendo el creador de Devil May Cry. El productor líder Alex Jones dijo que todavía quería competir con Platinum en términos de jugabilidad y narración. La idea de una ciudad con vida que quiere matar al jugador se le añadió un nuevo elemento nunca antes visto en la serie de Devil May Cry. Las acciones de Limbo Town se inspiran en juegos anteriores de Devil May Cry, donde los entornos se cerrarían cuando Dante estuviese rodeado de enemigos. La mayor parte del juego se terminó en abril de 2012 con Capcom ayudando a Ninja Theory en retocar unos aspectos para el producto final. Capcom se involucró en el sistema de combate para asegurar movimientos responsivos del personaje y añadió nuevos combos aéreos nunca antes vistos en la franquicia. El equipo de desarrollo incluye más de noventa miembros con casi diez de ellos de Capcom. Mientras que Hideaki Itsuno de Capcom supervisó el proyecto, Jones y Motohide Eshiro actuaron como productores. Ellos querían ayudar a los desarrolladores de Ninja Theory en hacer DmC jugable como en los anteriores juegos de Devil May Cry. El lanzamiento de la versión de PC se retrasó por un lanzamiento más rápido de las iteraciones de la consola. Capcom asignó las funciones de adaptación a QLOC, un estudio polaco. Sin embargo, Ninja Theory tenía previsto iniciar el lanzamiento de la versión de PC poco después la versión de consola, buscando el menor espacio posible. Esto dependerá del tiempo en que la versión de PC termine de ser desarrollada. Como resultado de la especulación con respecto a Vergil siendo un personaje jugable, Jones dijo que Dante sería el único controlado por el jugador.
El diseño original de Dante fue originalmente destinado a ser similar al de los juegos anteriores, pero Capcom le dijo al personal de Ninja Theory que tenía que ser completamente diferente con el fin de atraer a un público más joven. Mientras que el Dante original fue diseñado desde una perspectiva japonesa, el nuevo se hizo desde una perspectiva occidental, al igual que Zilla fue a Godzilla. El modelo final fue inspirado por la película de Christopher Nolan, The Dark Knight como Tameem Antoniades de Ninja Theory comentó su deseo de hacer al personaje realista. En una entrevista publicada por Official Xbox Magazine Jones explicó que ha recibido numerosas amenazas de muerte en forma de cómics y una canción de metal debido a la controvertida decisión de reiniciar la serie. Antoniades respondió a las críticas diciendo que no iba a cambiar el diseño como el personaje se supone que debe encajar dentro de la configuración del juego. Sin embargo, Antoniades afirmó que el juego sería similar a los anteriores juegos de Devil May Cry. En noviembre de 2011, un tráiler extendido y un nuevo concepto de arte fueron lanzados. En mayo de 2012, Capcom anunció que esperaría que el juego vendiera 2 millones de copias para el final de este año fiscal, sin dar todavía una fecha de lanzamiento adecuada. La música del juego está siendo compuesta por los grupos electrónicos Noisia y Combichrist Una demo jugable fue lanzada el 20 de noviembre de 2012.

## Recepción

### Prelanzamiento
La recepción inicial del nuevo diseño de Dante y el cambio de dirección en la serie fue negativa. Las publicaciones de videojuegos 1UP.com y GamesRadar encontraron tales afirmaciones exageradas con el antiguo hallazgo de la jugabilidad del demo y el agradable humor y siendo este último optimista acerca de que el lanzamiento del juego podría afectar la franquicia. Varios otros sitios también lo listaron como uno de los juegos más esperados del 2012 declarando que a pesar de la controversia que causó el juego, parecía prometedor debido a la presentación y el hecho de que el juego todavía no se ha probado. En septiembre de 2012 el productor de Capcom EE. UU. Alex Jones dijo que parte de la respuesta negativa se ha tornado positiva.

### Posterior al lanzamiento
DmC: Devil May Cry recibió críticas positivas por parte de los críticos. Los sitios web recopilatorios de críticas GameRankings y Metacritic dieron a la versión de Xbox 360 un 85.62% y un 86 sobre 100, a la versión de PlayStation 3 un 85.58% y un 85 sobre 100 y a la versión de PC un 83.83% y un 84 sobre 100. 2 jugadores

### Post release
DMC: Devil May Cry recibió puntajes relativamente altos de los críticos, con Metacritic otorgándole un 85 de 100 [9] Sin embargo, las calificaciones por parte de los usuarios son mucho más bajas, resultando dar un 50 de promedio [9] En general, las ventas del juego eran bajas, tan así que Capcom redujo su objetivo de ventas para el juego en un 40% (de 2.000.000 unidades a 1.200.000 unidades).